# Mauricio Illesca
Mauricio Leonel Illesca Carreño (Concepción, Chile, 5 de enero de 1972) es un exfutbolista chileno que se desempeñaba en la posición de delantero. Illesca ha sido uno de los jugadores que ha jugado en los dos equipos más importantes de Chile, Universidad de Chile y Colo-Colo.

## Trayectoria
Formado en las divisiones inferiores de Universidad de Chile, debutó en el primer equipo durante la 5º fecha de la Copa Chile 1991, marcando el gol azul en el empate 1:1 ante Soinca Bata. Tras no contar con minutos, parte a préstamo junto a su compañero Rodrigo Goldberg hacia Santiago Wanderers, donde fue el goleador del equipo con 11 goles. Volvió a la U, donde no tuvo continuidad, siendo cedido a  O'Higgins, donde tienn una destacada campaña, llegando a la final de Copa Chile 1994.
Vuelve al club dueño de su pase en 1995, donde el director técnico Jorge Socías le comunica que no cuenta con él, por lo que queda libre. Debido a una recomendación de su excompañero Rogelio Delgado, firma en Colo-Colo, donde juega 18 partidos, marcando 6 goles. Al año siguiente, firma por el recién ascendido Audax Italiano, donde forma una sensacional dupla junto al paraguayo Hugo Brizuela, sumando 13 goles en una campaña que los dejó clasificados a la Liguilla Prelibertadores. Tras un semestre en el U.D. Las Palmas español, regresa al cuadro audino, marcando 5 goles en el Clausura 97.
En 1998, vuelve a Santiago Wanderers, formando parte de la campaña del equipo que terminó descendiendo, e Illesca peleado con el presidente de la institución, Reinaldo Sánchez.
Tras pasos por Deportes Concepción y Coquimbo Unido, continua su carrera en el extranjero, jugando para el Independiente de Santa Fe colombiano, en donde termina su carrera debido a una lesión.

## Selección nacional

### Selección juvenil
Fue nominado a la selección sub-20 para el Sudamericano Sub-20 de 1991, quedando eliminado en primera ronda.

#### Participaciones en sudamericanos
| Torneo                      | Sede      | Resultado    |
| --------------------------- | --------- | ------------ |
| Sudamericano Sub-20 de 1991 | Venezuela | Primera fase |

### Selección adulta
Gracias al nivel demostrado en Audax Italiano en 1996 y 1997, se ganó una nominación a la selección chilena en 1997, donde Nelson Acosta tenía que buscar un reemplazo para Iván Zamorano en vista al trascendental partido de La Roja ante Perú por las clasificatorias para el Mundial de Francia 1998. Al final, Acosta se decantó por Rodrigo Barrera como reemplazante de Bam-Bam, dejando a Illesca en la banca. El partido terminó con una victoria por 4:0 a favor de La Roja.
Fue también nominado para la siguiente fecha ante Bolivia, partido que terminó con victoria a favor de Chile por 3:0, y la clasificación al mundial. El mismo Bototo rememora que "Cuando aparecen fotos de la tarde de la celebración, frente a Bolivia, por ahí aparece el Bototo, abrazando a los titulares (ja, ja)".

#### Participaciones en eliminatorias a la Copa del Mundo
| Eliminatoria                 | Sede    | Resultado   | Posición | Partidos |
| ---------------------------- | ------- | ----------- | -------- | -------- |
| Clasificatorias Francia 1998 | Francia | Clasificado | 4.º      | 0        |

## Clubes
| Club                          | País     | Año       |
| ----------------------------- | -------- | --------- |
| Universidad de Chile          | Chile    | 1989-1994 |
| → Santiago Wanderers (cedido) | Chile    | 1992      |
| → O'Higgins (cedido)          | Chile    | 1994      |
| Colo-Colo                     | Chile    | 1995      |
| Audax Italiano                | Chile    | 1996      |
| U.D. Las Palmas               | España   | 1997      |
| Audax Italiano                | Chile    | 1997      |
| Santiago Wanderers            | Chile    | 1998      |
| Deportes Concepción           | Chile    | 1999      |
| Coquimbo Unido                | Chile    | 2000      |
| Independiente Santa Fe        | Colombia | 2000      |